# Cartonema
Cartonema là một chi thực vật có hoa trong họ Commelinaceae.